# Heinz Schussig
Heinz Schussig (* 9. Oktober 1926 in Dortmund; † 4. Januar 1994 in Canberra, Australien) war ein deutscher Fußballspieler.

## Leben und Wirken

### Vereine in Deutschland
Der rechte Verteidiger Schussig begann seine Karriere bei Arminia Bielefeld.  Mit der Arminia stieg er 1949 in die seinerzeit erstklassige Oberliga West auf und absolvierte als einziger Spieler seiner Mannschaft in der Saison 1949/50 alle 30 Saisonspiele. Nach dem Abstieg der Bielefelder bestritt er in der Folgesaison 22 Einsätze in der II. Division West, in der die „Arminia“ den Wiederaufstieg verpasste. Zur Saison 1951/52 wechselte Schussig zu Eintracht Osnabrück, für die er in der Oberliga Nord in 30 Spielen ein Tor erzielte.
Zur Saison 1952/53 erfolgte der Wechsel zum SV Saar 05 Saarbrücken, für den er bis 1956 76 Punktspiele in der Oberliga Südwest absolvierte und zum Nationalspieler aufstieg.

### Nationalmannschaft
Schussig spielte dreimal für die Saarländische Nationalmannschaft. Er debütierte am 5. Oktober 1952 in Straßburg gegen die B-Nationalmannschaft Frankreichs. In den drei A-Länderspielen für das Saarland blieb er ohne Torerfolg. Für die B-Nationalmannschaft bestritt er das am 1. Mai 1955 im Neunkircher Ellenfeldstadion mit 4:2 gegen die B-Auswahl der Niederlande gewonnene Länderspiel.

### Australien
Danach wanderte er nach Australien aus und traf im November 1956 in Sydney ein. Im Februar 1957 wurde er vom Hakoah Club, einem halbprofessionellen Verein aus den östlichen Vororten der Stadt verpflichtet, der in der ersten Liga von Neusüdwales spielte. In Ermangelung eines nationalen Wettbewerbs war das die höchste Leistungsstufe. Die Liga ging zu Beginn des Jahres aus einer Abspaltung der NSW Federation of Soccer Clubs von der NSW Soccer Association hervor, die fortan die Geschicke des Fußballs in Neusüdwales bestimmen sollte. Schussig war bei ersten Testspiel des Verbands dabei als am 2. März Canterbury Hakoah vor 1500 Zusehern im Arlington Park mit 3:2 besiegte.
Kurz darauf gewann er mit Hakoah das Finale um den Kennard Cup, ein Vorsaisonturnier mit Abendspielen, mit 5:1 gegen Lane Cove. Er erzielte dabei drei Tore, nachdem er bereits auf dem Weg ins Finale sechsmal getroffen hatte. Im nächsten Jahr erreichte er mit Hakoah erneut das Finale dieses Wettbewerbs, der in den folgenden Jahren als Ampol Cup abgehalten werden sollte, unterlag aber diesmal aber mit 3:4 gegen Canterbury-Marrickville. Noch bis zum Endes 1959 blieb er bei Hakoah.
1960 ging er in die Bundeshauptstadt Canberra, wo er in der dortigen Liga zunächst für den von polnischen Einwanderern getragenen Verein Napad ("Attacke") spielte, der später in "Kosciusko" umbenannt wurde. Er blieb dort bis Ende 1961. Vielleicht war er dort auch noch 1962, in diesem Jahr fand er aber in der Sportberichterstattung keine Erwähnung. Von 1963 bis 1965 spielte er beim von österreichischen und deutschen Einwanderern gegründeten Verein Concordia, mit dem er im ersten Jahr Dritter in der Meisterschaft wurde. Im Juni 1964 wurde er Assistenztrainer und Kapitän der Auswahl des Australian Capital Territory. In Concordias Mannschaft war er noch bis 1965 aktiv.

### Privates
Heinz Schussig wanderte mit seiner Frau Elsa und ihren Kindern Renate und Peter nach Australien aus. In Australien erweiterte sich die Familie noch um zwei Töchter. Nach ihrem Umzug nach Canberra wurden sie im dortigen Stadtteil Yarralumla heimisch. Sohn Peter entwickelte kein Interesse am "Soccer" sondern wurde früh zum begeisterten Adherenten des Rugby Union und ließ sich später im Queensland nieder. Die Ehe zwischen Elsa und Heinz Schussig wurde 1969 geschieden. Beide heirateten erneut; er verehelichte sich 1972 mit Robyn, die später zur Grundschuldirektorin aufstieg. Heinz Schussig verstarb am 4. Januar 1994 nach langer schwerer Krankheit zu Hause im Alter von 67 Jahren. Er hinterließ neben seiner Frau und vier Kindern elf Enkel und drei Urenkel. Seine sterblichen Überreste wurden auf dem Friedhof von Woden bestattet.